# Медведь (прам, 1727)
«Медведь» — прам Балтийского флота Российской империи.

## Описание судна
Один из двух парусно-гребных прамов с деревянным корпусом типа «Дикий бык», построенных на Олонецкой верфи.

## История службы
Время закладки прама «Дикий бык» неизвестно, в 1727 году судно сошло со стапелей Олонецкой верфи и вошло в состав Балтийского флота России. Строительство вёл кораблестроитель В. Фогель.
В кампании с 1728 по 1738 год вместе с другим однотипным прамом «Дикий бык» находился в Кронштадте и в море не выходил.
Оба прама были разобраны в Кронштадте около 1739 года.

### Комментарии
1. ↑  Второй прам этого типа носил наименование «Дикий бык»[1].